# Pieńki (Pątki)
Pieńki – część wsi Pątki w Polsce, położona w województwie mazowieckim, w powiecie żuromińskim, w gminie Lubowidz.
W latach 1975–1998 Pieńki administracyjnie należały do województwa ciechanowskiego.